# 佐藤重臣

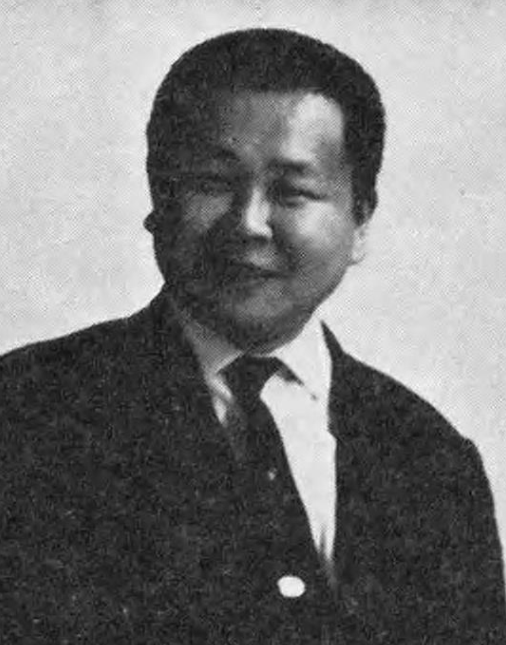
佐藤重臣（1967年）

佐藤 重臣（さとう しげちか、1932年9月2日 - 1988年2月27日）は、日本の映画雑誌編集者、映画評論家、映画コレクター、映画上映活動家。「アングラのジューシン」と呼ばれた。

## 略歴
1932年（昭和7年）9月2日、福島県西白河郡釜子村（現：同県白河市東釜子）に生まれる。両親が離婚し、4歳のときに父と一緒に東京に引っ越す。
東京第一師範学校男子部附属国民学校（現：東京学芸大学附属世田谷小学校）、麻布学園卒業。
中学3年の時に山際永三（のち映画監督）に出会って映画研究会を作り、手書き同人誌『ソフト・フォーカス』を刊行。高校時代には淀川長治主催の「映画友の会」に参加、アメリカ映画の配給会社セントラル映画社（CMPE）でアルバイトをし、試写会に入り浸る。映画仲間として知合った副島輝人、そして山際と映画評論同人誌『シネ・エッセイ』を刊行する。
1951年（昭和26年）、日本大学芸術学部映画学科入学。1954年（昭和29年）には山際と雑誌『現代映画』を創刊するが、1号のみで終わった。この頃、まだ新潟在住だった佐藤忠男が上京した際に、知り合う。佐藤忠男によると当時の重臣は「純情な映画青年で、のちの『アングラの帝王』の雰囲気はなかった」とのこと。
1956年（昭和31年）に大学を中途退学。「キネマ旬報」「映画評論」「映画批評」などに映画評論を投稿。1958年（昭和33年）、佐藤忠男の推薦で、『映画評論』誌と経営者が同じ高田俊郎だった合同通信社に入社し、『映画評論』の編集に携わる。
1962年（昭和37年）には江藤文夫の誘いで「映画芸術」編集部へ。この頃、「週刊読売」記者だった長部日出雄と知合う。1964年、飯村隆彦、石崎浩一郎、大林宣彦、高林陽一、金坂健二、ドナルド・リチー、足立正生らと実験映画製作上映グループ「フィルム・アンデパンダン」を結成。
フリーライターを経て、1965年（昭和40年）に長部とともに、再度『映画評論』編集部へ。

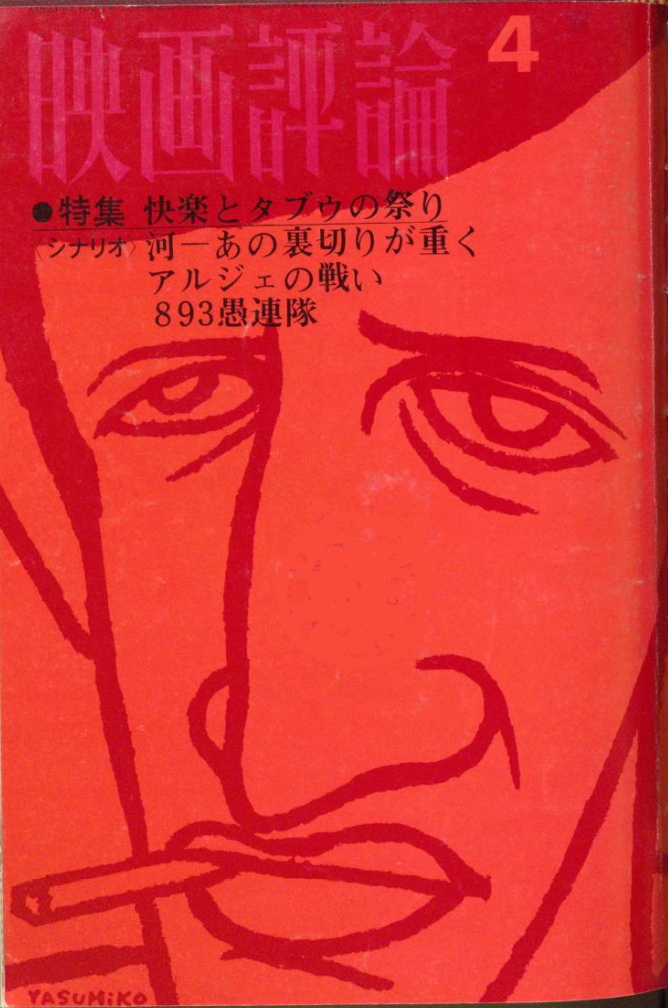
佐藤が編集長を務めていた頃の『映画評論』。1967年4月号の表紙。

1966年3月号より、品田雄吉の後任として編集長となり、海外のアンダーグラウンド映画や、日本の若松プロダクションの映画を雑誌の中心とする。また、1968年（昭和43年）には「日本アンダーグラウンド・センター」（事務局長はかわなかのぶひろ）を結成し、内外のアングラ映画を紹介。また「新宿少年団」を結成してハプニング活動を行っていた秋山祐徳太子とも知合い、パフォーマンス・イベントのプロデュースも行った。他に大和屋竺監督の「毛の生えた拳銃」など、多数の映画に出演もしている。
1975年（昭和50年）に『映画評論』は休刊となり、その後はフリーの映画評論家となる。
1980年（昭和55年）には『フリークス』『ピンク・フラミンゴ』を上映し、話題を呼んだ。
1987年（昭和62年）には日本映画学校生徒により、『フリーク大将 天下御免』という佐藤を題材としたドキュメンタリー映画が制作された。
1988年（昭和63年）2月27日、脳出血のため死去した。満55歳没。

## 佐藤重臣コレクション
佐藤は、上映用プリントのコレクションを行い、1972年（昭和47年）から「サトウ・オーガニゼーション」として上映活動を開始、1976年（昭和51年）から「黙壺子フィルム・アーカイブ」と名称を変更した。この活動には、安岡卓治が映写技師として関わっていた。上映の根拠地はアートシアター新宿であった。
没後、佐藤のコレクションは、アートシアター新宿の活動を継承した芝居小屋アール・コリンが継承、上映活動を行っている。

## ビブリオグラフィ
- 『阪妻の世界』池田書店、1976年
- 『魅せられてフリークス』秀英書房、1982年3月 - 監修
- 『祭りよ、甦れ! 映画フリークス重臣の60s-80s』ワイズ出版、1997年1月

## フィルモグラフィ
- 『裏切りの季節』：監督大和屋竺・若松孝二、製作若松プロダクション、配給N.S.P.、1966年12月13日公開 - 出演[2]
- 『避妊革命』：監督足立正生、製作若松プロダクション、配給日本シネマフイルム、1967年2月21日公開 - 出演・ブルーフィルム男優役[2]
- 『性犯罪』：監督若松孝二、製作若松プロダクション、1967年公開 - 出演・コールガールを買う男役[2][3]
- 『毛の生えた拳銃』：監督大和屋竺、製作若松プロダクション、1968年5月公開 - 出演[2][3]
- 『無人列島』：監督金井勝、製作かない・ぷろだくしょん、1969年4月25日公開 - 出演[4][5]
- 『狂走情死考』：監督若松孝二、製作若松プロダクション、1969年9月公開 - 出演[3]
- 『GOOD-BYE』：監督金井勝、製作金井プロダクション、1971年公開 - 出演[3]
- 『温泉みみず芸者』：監督鈴木則文、製作東映京都撮影所、配給東映、1971年7月3日公開 - 出演・役人D役[2][3][4][5]
- 『(秘)女子高校生 課外サークル』：監督若松孝二、製作若松プロダクション、配給東映、1973年2月3日公開 - 出演[2][3]
- 『さらばパラノイアの群れ』：監督蔵田實、製作恋慕プロダクション、1973年6月2日公開 - 出演[2][4][5]
- 『カレンダー・レクイエム 黄色い銃声』：監督伴睦人、製作伴映画工房、1974年4月24日公開 - 出演[2][4][5]
- 『実録たまご運搬人 警視庁殴りこみ』：監督土方鉄人、製作騒動社、1975年10月3日公開 - 出演[2][4][5]
- 『アクマストキングIII 特攻任侠自衛隊 ATTACK★GANG ARMY』：監督土方鉄人、製作騒動社、1977年6月22日公開 - 出演[2][4][5]
- 『家獣』：監督青山定司、 製作:シネマギルド花魁譚、1979年10月3日公開 - 出演[3][4][5]